# Исполински козодои
Исполинските козодои (Nyctibius), наричани също поту, са род средноголеми птици, единственият в семейство Nyctibiidae.
Разпространени са в горите на Неотропическата област, от южните части на Мексико до северна Аржентина. Достигат дължина от 21 до 58 сантиметра и се хранят главно с насекоми, като са активни през нощта.

## Видове
Род Nyctibius – Исполински козодои
- Nyctibius aethereus (zu Wied-Neuwied 1820)
- Nyctibius bracteatus Gould 1846
- Nyctibius grandis (Gmelin 1789)
- Nyctibius griseus (Gmelin 1789) – Сив исполински козодой
- Nyctibius jamaicensis (Gmelin 1789)
- Nyctibius leucopterus (zu Wied-Neuwied 1821)
- Nyctibius maculosus Ridgway 1912